# Violetter Weißsporstacheling
Der Violette Weißsporstacheling (Bankera violascens, Syn.: Bankera cinerea) ist eine Pilzart aus der Familie der Weißsporstachelingsverwandten (Bankeraceae).

## Merkmale

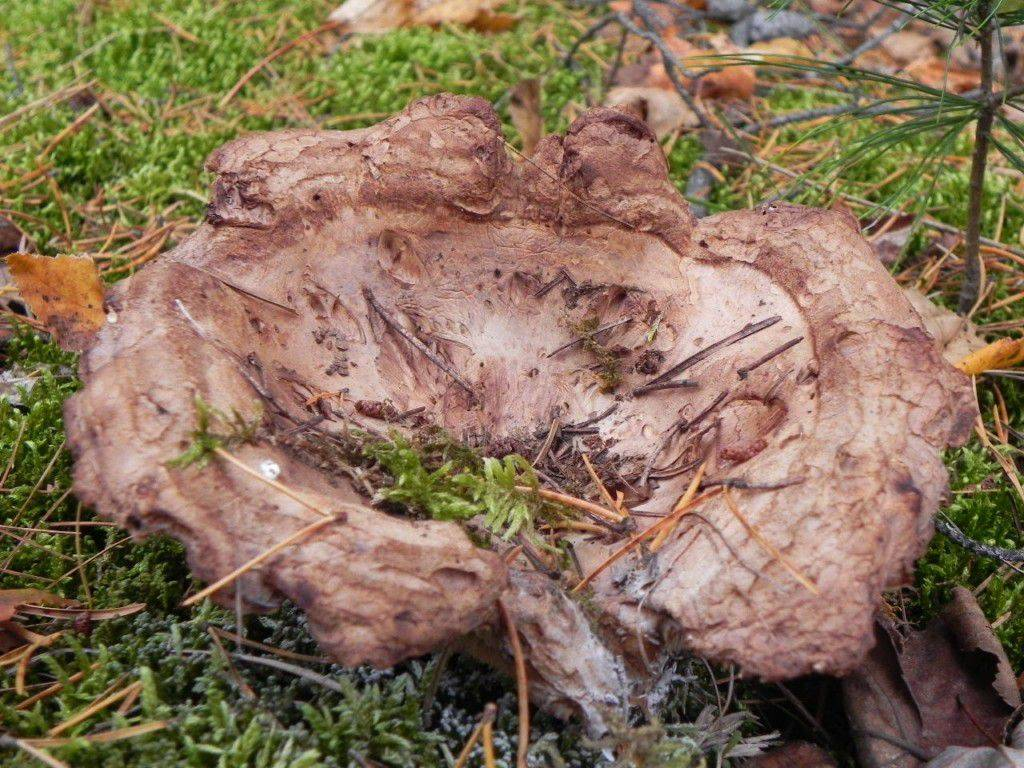
Eingetrocknete Hutoberseite eines Fruchtkörpers des Violetten Weißsporstachelings

### Makroskopische Merkmale
Der Hut ist flach gewölbt, später ausgebreitet und besitzt eine leicht vertiefte Mitte. Er erreicht einen Durchmesser zwischen drei und zehn, manchmal bis zu 15 Zentimetern. Oft sind mehrere Hüte miteinander verwachsen. Die Oberfläche ist anfangs weißlich und faserig-schuppig. Im Alter ist er dunkler violettgrau, braun oder bis rötlich verfärbend. Der Rand ist oftmals heller und heruntergebogen. Die Unterseite ist mit jung weißlichen, später grauen, bis sechs Millimeter langen Stacheln besetzt. Sie laufen am Stiel leicht herab. Auf Druck verfärben sie sich manchmal schmutzig grau-braun. Der Stiel wird bis zu zehn Zentimeter lang und 0,5 bis 2 Zentimeter dick. Das Fleisch ist weich. Es ist schmutzig weißlich gefärbt mit einem lilafarbenen Ton. Der Geruch ist angenehm und besonders nach längerem Liegen nach Liebstöckel. Das Sporenpulver ist weiß.

### Mikroskopische Merkmale
Die Sporen sind farblos, rundlich und mit feinen, bis zu 0,5 µm langen Stacheln besetzt. Ihre Maße betragen 4,5–5,5 × 4–4,5 µm. Die Basidien sind 25–38 × 5–7 μm groß. Die Hyphen im Hut sind bis zu 23 μm breit.

## Artabgrenzung
Der dunkelhütige Rauchfarbene Weißsporstacheling (Bankera fuligineoalba) ist meist unter Kiefern zu finden und besitzt keine schuppige Huthaut; in diese sind meist Bodenpartikel eingewachsen. Die Sporen sind schmaler.

## Ökologie
Der Violette Weißsporstacheling ist ein Mykorrhiza-Pilz, der mit Nadelbäumen, in der Regel Fichten, zusammenlebt. Die Art bewohnt moosige, feuchte Fichten-Tannenwälder auf sowohl basenreichen wie basenarmen Böden, Waldränder, Schneisen und aufgelichtete Stellen in Fichtenforsten. Die Fruchtkörper erscheinen in Mitteleuropa von Juni bis Oktober.

## Verbreitung
Der Violette Weißsporstacheling ist in Nordamerika und Europa verbreitet. In Europa kommt er in nördlichen gemäßigten Gebieten und in Gebirgen vor, sein Verbreitungsgebiet reicht von Westeuropa bis Rumänien, nördlich ist die Art bis Estland, Finnland und Skandinavien zu finden. In Deutschland liegen die Fundorte vor allem im Bergland und überwiegend im südlichen Teil des Landes.

### Gefährdung
Es handelt sich um eine seltene Art, die in Deutschland seit 1970 stark rückläufig und bedroht ist (Rote Liste G 2). In der Schweiz wird sie als verletzliche Art geführt.

## Bedeutung
Der Violette Weißsporstacheling ist ungenießbar.